# The Seasoning House
The Seasoning House è un film del 2012 diretto da Paul Hyett. Opera prima del regista britannico, il film è basato su eventi reali accaduti durante la guerra dei Balcani nei tardi anni 1990.

## Trama
Nel 1996, un gruppo di ragazze rapite da una milizia nel corso di rastrellamenti durante la guerra dei Balcani viene venduto allo sfruttatore Viktor che le obbliga a prostituirsi all’interno del suo bordello. Tra queste figura una sordomuta che lo stesso Viktor chiama Angel, dopo avere notato che la ragazza porta una collanina a cui è attaccato un angelo, e dato che la giovane presenta una voglia sul lato sinistro del viso lo sfruttatore ritiene maggiormente utile usarla per preparare le altre ragazze prima dell’incontro con i clienti, truccandole e drogandole, oltre a ripulirle al termine dei rapporti sessuali che sovente sono accompagnati da violenze fisiche.
Un giorno si presenta al bordello il comandante Goran, che fu a capo della milizia che rapì Angel e ne uccise la madre, insieme ad altri quattro suoi uomini rappresentati dall'amato fratello minore Josif e da Radovan, Marko, e Ivan. Mentre Goran si allontana per parlare in privato con Viktor, esternandogli il suo timore di essere tradito da lui per le malefatte compiute adesso che terminata la guerra è stato ristabilito l'ordine, i suoi uomini si recano nelle camere delle prigioniere per consumare un rapporto. Il nerboruto Ivan si intrattiene con Vanya, diventata amica di Angel e in grado di comunicare con lei tramite la lingua dei segni, violentandola e al contempo soffocandola facendo pressione con l'avambraccio sinistro sulla sua gola. Angel, abile a muoversi tra le intercapedini dei condotti d'aria che passando all'interno dei muri mettono in comunicazione le varie stanze dell'edificio, corre in soccorso dell'amica cogliendo alla spalle Ivan e accoltellandolo mortalmente. Quando Goran scopre che il suo uomo è stato ucciso va su tutte le furie e scatena una caccia nei confronti di Angel che si nasconde muovendosi all'interno dei condotti. Marko, penetrato all'interno dei muri seguendo le orme della giovane, alla fine soccombe e viene ucciso dalla ragazza. I restanti militari tentano quindi di stanare Angel usando delle granate fumogene; nella concitazione dell'inseguimento Viktor uccide Radovan dicendo a Goran che Angel gli ha sparato ed è tornata a nascondersi. Alla fine la giovane riesce a fuggire nel bosco, saltando da una finestra aperta, finché non viene raggiunta da Viktor che rassicurandola la convince a consegnargli il coltello e a fidarsi di lui. Ma questo è soltanto un ennesimo inganno e quando poco dopo sopraggiungono Goran e Josif lo sfruttatore la usa come scudo umano mentre tenta di avviare una trattativa con i due uomini che minacciano di ucciderlo puntandogli una pistola. Angel riesce a reimpossessarsi del coltello e pugnala a un piede Viktor, il quale spara accidentalmente e uccide Josif. A questo punto Goran finisce Viktor a colpi di pistola e continua da solo a dare la caccia ad Angel. La ragazza termina la propria corsa nel bosco trovando soccorso all'interno di una casa dove una donna si prende cura di lei pulendola e suturandole una ferita alla mano. Presto si scopre che questa donna è la moglie di Ivan e, quando Goran le comunica al telefono ciò che è avvenuto al marito, cambia subito atteggiamento cercando anche lei di uccidere Angel; alla fine della lotta prevale nuovamente la protagonista, che uccide la donna colpendola ripetutamente in testa con un salvadanaio. L'inseguimento di Goran termina all'interno di una fabbrica, cercando inutilmente di raggiungere Angel infilandosi dentro a un tubo dove resta infine imprigionato, con la ragazza che gli tappa la bocca con un panno per impedirgli di urlare. Angel guadagna la libertà e trova rifugio da una coppia di anziani costituita dal medico che prestava soccorso all'interno del bordello gestito da Viktor e da sua moglie.

## Produzione
Il film è stato girato nell'arco di cinque settimane all'interno di una base dell'aeronautica in disuso nei pressi di Londra.
Il regista Paul Hyett ha parlato della difficoltà che ha avuto nel trovare l'attrice adatta per interpretare il ruolo principale, dovendo contemporaneamente mostrare un lato vulnerabile e uno combattivo, oltre a possedere le caratteristiche fisiche che le permettessero di muoversi agevolmente all'interno delle intercapedini fra i muri. Ha trovato l'attrice ideale nell'allora diciassettenne Rosie Day solamente arrivando a selezionare le ultime dieci candidate del gruppo complessivo di 130 attrici che si erano presentate per il casting.

## Distribuzione
Il film è stato presentato al FrightFest il 23 agosto 2012. È uscito nelle sale cinematografiche britanniche il 21 giugno 2013.

## Accoglienza
Il film ha ricevuto un'accoglienza mista da parte della critica. Sul sito aggregatore Rotten Tomatoes ha ottenuto il 21% delle recensioni professionali positive, con un voto medio di 4,04 su 10 basato su 14 critiche. Gareth Jones di Dread Central ha affermato: «Triste e commovente, The Seasoning House non è intrattenimento leggero, né una facile visione. La regia di Hyett è misurata, confidente, e oscuramente poetica dal principio alla fine, tessendo una rete emozionale di tenerezza tra la disperazione e l'abuso.» Jonathan Anderson di Starburst loda l'interpretazione di Rosie Day nel ruolo di Angel, sostenendo che il film richiama un po' alla mente il classico dell'horror Non violentate Jennifer ed è un debutto promettente per Hyett che ha creato un Hostel del traffico sessuale illegale. Meno positiva è la recensione apparsa sulla rivista Time Out, dove si afferma che non si riesce a comprendere se il film voglia essere una fiaba per adulti, un thriller claustrofobico o una descrizione realistica del traffico di giovani donne nelle zone di guerra dei Balcani. Ancora peggiore è stato il giudizio di Xan Brooks del Guardian, secondo il quale il conflitto bosniaco si ripete sotto forma di un horror d'exploitation in una saga di vendetta nauseante e a basso costo.

## Riconoscimenti
- 2013 - Festival internazionale del cinema di Porto
  - Premio della critica
- 2013 - Mile High Horror Film Festival 
  - Premio della critica
- 2013 - Screamfest Horror Film Festival
  - Migliore attrice a Rosie Day
- 2013 - Bragacine Festival[10]
  - Miglior film
  - Miglior regista a Paul Hyett
  - Migliore attrice a Rosie Day